# I liga argentyńska w piłce nożnej (2015)
Mistrzem Argentyny w sezonie 2015 został klub Club Atlético Boca Juniors, natomiast wicemistrzem Argentyny został klub San Lorenzo de Almagro.
W sezonie 2015 powiększono liczbę uczestników ligi 20 drużyn do 30. W wyniku czego żaden z uczestników sezonu 2014, nie został relegowany ligę niżej i jednocześnie z drugiej ligi (Primera B Nacional) awansowało 10 klubów. Do pierwszej ligi awansowały następujące kluby: Aldosivi Mar del Plata, Argentinos Juniors, CA Colón, Crucero del Norte Posadas, CA Huracán, Nueva Chicago Buenos Aires, San Martín San Juan, Sarmiento Junín, CA Temperley, Unión Santa Fe.

## Tabela końcowa
| #   | Drużyna            | M  | Z  | R  | P  | Bramki | Punkty | Uwagi                            |
| --- | ------------------ | -- | -- | -- | -- | ------ | ------ | -------------------------------- |
| 1.  | Boca Juniors       | 30 | 20 | 4  | 6  | 49:26  | 64     | Copa Libertadores - Faza Grupowa |
| 2.  | San Lorenzo        | 30 | 18 | 7  | 5  | 44:20  | 61     | Copa Libertadores - Faza Grupowa |
| 3.  | Rosario            | 30 | 16 | 11 | 3  | 47:26  | 59     | Copa Libertadores - Faza Grupowa |
| 4.  | Racing Club        | 30 | 16 | 9  | 5  | 40:23  | 57     | Copa Libertadores - Play off     |
| 5.  | Independiente      | 30 | 14 | 12 | 4  | 44:22  | 54     | Copa Libertadores - Play off     |
| 6.  | Belgrano           | 30 | 14 | 9  | 7  | 33:23  | 51     | Copa Libertadores - Play off     |
| 7.  | Estudiantes        | 30 | 14 | 9  | 7  | 34:28  | 51     | Copa Libertadores - Play off     |
| 8.  | Banfield           | 30 | 14 | 8  | 8  | 38:32  | 50     | Copa Sudamericana - Play off     |
| 9.  | River Plate        | 30 | 13 | 10 | 7  | 46:33  | 49     | Copa Libertadores - Faza Grupowa |
| 10. | Tigre              | 30 | 12 | 10 | 8  | 32:25  | 46     | Copa Sudamericana - Play off     |
| 11. | Quilmes            | 30 | 13 | 6  | 11 | 38:37  | 45     | Copa Sudamericana - Play off     |
| 12. | Gimnasia L.P.      | 30 | 12 | 8  | 10 | 41:38  | 44     | Copa Sudamericana - Play off     |
| 13. | Lanus              | 30 | 10 | 12 | 8  | 33:29  | 42     | Copa Sudamericana - Play off     |
| 14. | Union Santa Fe     | 30 | 9  | 14 | 7  | 38:37  | 41     | Copa Sudamericana - Play off     |
| 15. | Aldosivi           | 30 | 11 | 7  | 12 | 37:40  | 40     | Copa Sudamericana - Play off     |
| 16. | Newells Old Boys   | 30 | 10 | 10 | 10 | 27:30  | 40     | Copa Sudamericana - Play off     |
| 17. | San Martin S.J.    | 30 | 8  | 13 | 9  | 32:34  | 37     | Copa Sudamericana - Play off     |
| 18. | Olimpo             | 30 | 8  | 12 | 10 | 23:26  | 36     | Copa Sudamericana - Play off     |
| 19. | Colon              | 30 | 7  | 13 | 10 | 26:31  | 34     | Copa Sudamericana - Play off     |
| 20. | Argentinos Jrs     | 30 | 8  | 9  | 13 | 30:38  | 33     | Copa Sudamericana - Play off     |
| 21. | Defensa y Justicia | 30 | 8  | 8  | 14 | 27:31  | 32     |                                  |
| 22. | Godoy Cruz         | 30 | 8  | 8  | 14 | 32:40  | 32     |                                  |
| 23. | Huracan            | 30 | 6  | 12 | 12 | 29:37  | 30     | Copa Libertadores - Kwalifikacje |
| 24. | Sarmiento Junin    | 30 | 7  | 9  | 14 | 24:34  | 30     |                                  |
| 25. | Temperley          | 30 | 6  | 12 | 12 | 19:29  | 30     |                                  |
| 26. | Nueva Chicago      | 30 | 7  | 8  | 15 | 29:38  | 29     |                                  |
| 27. | Velez Sarsfield    | 30 | 7  | 8  | 15 | 27:37  | 29     |                                  |
| 28. | Arsenal Sarandi    | 30 | 7  | 6  | 17 | 25:44  | 27     |                                  |
| 29. | Atl. Rafaela       | 30 | 4  | 11 | 15 | 29:51  | 23     |                                  |
| 30. | Crucero del Norte  | 30 | 3  | 5  | 22 | 21:55  | 14     |                                  |

Aktualne na 17 września 2017. Źródło: https://www.flashscore.pl/pilka-nozna/argentyna/superliga-2015/tabela/
Zasady ustalania kolejności: 1. liczba zdobytych punktów; 2. różnica zdobytych bramek; 3. większa liczba zdobytych bramek.

## Copa Libertadores - Play off
Zwycięzca "Copa Libertadores - Play off" awansował do kwalifikacji do Copa Libertadores 2016, finalista awansował do Copa Sudamericana, natomiast półfinaliści awansowali do "Copa Sudamericana - Play off".
| Półfinały         | Półfinały     | Półfinały | Półfinały   |
| ----------------- | ------------- | --------- | ----------- |
| 20 listopada 2015 | Independiente | 4 : 1     | Belgrano    |
| 21 listopada 2015 | Racing Club   | 2 : 1     | Estudiantes |

| Finał             | Finał         | Finał | Finał         |
| ----------------- | ------------- | ----- | ------------- |
| 29 listopada 2015 | Independiente | 0 : 2 | Racing Club   |
| 6 grudnia 2015    | Racing Club   | 1 : 2 | Independiente |

## Copa Sudamericana - Play off
Zwycięzcy 2 rundy awansowali do Copa Sudamericana 2016.
| 1 Runda           | 1 Runda        | 1 Runda | 1 Runda          |
| ----------------- | -------------- | ------- | ---------------- |
| 19 listopada 2015 | Tigre          | 1 : 4   | Colon            |
| 20 listopada 2015 | Gimnasia L.P.  | 5 : 1   | San Martin S.J.  |
| 21 listopada 2015 | Union Santa Fe | 1 : 2   | Aldosivi         |
| 23 listopada 2015 | Quilmes        | 0 : 1   | Olimpo           |
| 24 listopada 2015 | Lanus          | 2 : 1   | Newells Old Boys |
| 25 listopada 2015 | Banfield       | 1 : 0   | Argentinos Jrs   |

| 2 Runda           | 2 Runda        | 2 Runda        | 2 Runda        |
| Pierwsze mecze    | Pierwsze mecze | Pierwsze mecze | Pierwsze mecze |
| ----------------- | -------------- | -------------- | -------------- |
| 28 listopada 2015 | Colon          | 0 : 1          | Belgrano       |
| 28 listopada 2015 | Olimpo         | 0 : 1          | Estudiantes    |
| 29 listopada 2015 | Lanus          | 1 : 0          | Gimnasia L.P.  |
| 30 listopada 2015 | Aldosivi       | 2 : 3          | Banfield       |
| Rewanże           |                |                |                |
| 5 grudnia 2015    | Belgrano       | 1 : 1          | Colon          |
| 5 grudnia 2015    | Banfield       | 1 : 1          | Aldosivi       |
| 6 grudnia 2015    | Estudiantes    | 4 : 0          | Olimpo         |
| 7 grudnia 2015    | Gimnasia L.P.  | 1 : 2          | Lanus          |

## Tabela spadkowa 2015
| #   | Drużyna            | M  | Z  | R  | P  | Bramki | Bramki | Punkty | Średnia |
| --- | ------------------ | -- | -- | -- | -- | ------ | ------ | ------ | ------- |
| 1.  | Boca Juniors       | 87 | 46 | 18 | 23 | 124    | 88     | 156    | 1,793   |
| 2.  | Independiente      | 49 | 24 | 15 | 10 | 75     | 51     | 87     | 1,776   |
| 3.  | San Lorenzo        | 87 | 42 | 21 | 24 | 118    | 79     | 147    | 1,690   |
| 4.  | River Plate        | 87 | 40 | 26 | 21 | 120    | 75     | 146    | 1,678   |
| 5.  | Estudiantes        | 87 | 37 | 30 | 20 | 93     | 76     | 141    | 1,621   |
| 6.  | Lanus              | 87 | 36 | 28 | 23 | 114    | 93     | 136    | 1,563   |
| 7.  | Rosario            | 87 | 36 | 26 | 25 | 111    | 99     | 134    | 1,540   |
| 8.  | Racing Club        | 87 | 37 | 20 | 30 | 101    | 87     | 131    | 1,506   |
| 9.  | Belgrano           | 87 | 32 | 29 | 26 | 104    | 90     | 125    | 1,437   |
| 10. | Gimnasia L.P.      | 87 | 33 | 26 | 28 | 102    | 96     | 125    | 1,437   |
| 11. | Banfield           | 49 | 19 | 13 | 17 | 63     | 57     | 70     | 1,429   |
| 12. | Newells Old Boys   | 87 | 30 | 31 | 26 | 97     | 83     | 121    | 1,391   |
| 13. | Tigre              | 87 | 32 | 25 | 30 | 96     | 86     | 121    | 1,391   |
| 14. | Union Santa Fe     | 30 | 9  | 14 | 7  | 38     | 37     | 41     | 1,367   |
| 15. | Aldosivi           | 30 | 11 | 7  | 12 | 37     | 40     | 40     | 1,333   |
| 16. | Velez Sarsfield    | 87 | 31 | 22 | 34 | 114    | 103    | 115    | 1,322   |
| 17. | Godoy Cruz         | 87 | 28 | 25 | 34 | 103    | 114    | 109    | 1,253   |
| 18. | San Martin S.J.    | 30 | 8  | 13 | 9  | 32     | 34     | 37     | 1,233   |
| 19. | Olimpo             | 87 | 25 | 30 | 32 | 76     | 89     | 105    | 1,207   |
| 20. | Quilmes            | 87 | 27 | 21 | 39 | 85     | 113    | 102    | 1,172   |
| 21. | Arsenal Sarandi    | 87 | 26 | 23 | 38 | 93     | 116    | 101    | 1,161   |
| 22. | Atl. Rafaela       | 87 | 23 | 28 | 36 | 101    | 133    | 97     | 1,115   |
| 23. | Argentinos Jrs     | 68 | 18 | 19 | 31 | 56     | 78     | 73     | 1,074   |
| 24. | Defensa y Justicia | 49 | 13 | 13 | 23 | 46     | 61     | 52     | 1,061   |
| 25. | Colon              | 68 | 18 | 22 | 28 | 48     | 69     | 70     | 1,029   |
| 26. | Huracan            | 30 | 6  | 12 | 12 | 29     | 37     | 30     | 1,000   |
| 27. | Sarmiento Junin    | 30 | 7  | 9  | 14 | 24     | 34     | 30     | 1,000   |
| 28. | Temperley          | 30 | 6  | 12 | 12 | 19     | 29     | 30     | 1,000   |
| 29. | Nueva Chicago      | 30 | 7  | 8  | 15 | 29     | 38     | 29     | 0,967   |
| 30. | Crucero del Norte  | 30 | 3  | 5  | 22 | 21     | 55     | 14     | 0,467   |

| Spadek do Primera B Nacional |